# الانتخابات البرلمانية السودانية 1958
الانتخابات السودانية البرلمانية لعام 1958 هي انتخابات أجريت في السودان يومي 27 فبراير و8 مارس 1958.
هذه أول انتخابات منذ الاستقلال في العام 1956 وقد كان من المفترض إجراؤها في أغسطس من العام 1957، ولكن تأجلت بعدما زعم المجلس الحاكم أن الفيضانات ستؤثر على التصويت. كانت النتيجة حصول حزب الأمة على 63 من أصل 173 مقعدًا.
تنافس حزب جنوب السودان الاتحادي في الانتخابات، وفاز بـ40 مقعدًا من أصل 46 مقعدًا مخصصة للمحافظات الجنوبية. لقد مثل برنامج الحزب تحديًا خطيرًا للسلطات. ومع ذلك، عندما أصبح من الواضح أن الجمعية التأسيسية سوف تتجاهل مطالب الحزب بتكوين هيكل اتحادي، غادر النواب الجنوبيون البرلمان في 16 يونيو 1958.

## النتائج

### البرلمان
| الحزب                       | الحزب                       | الأصوات   | %    | المقاعد | +/-  |
| --------------------------- | --------------------------- | --------- | ---- | ------- | ---- |
|                             | حزب الأمة                   |           |      | 63      | +41  |
|                             | الحزب الوطني الاتحادي       |           |      | 45      | −6   |
|                             | حزب جنوب السودان الاتحادي   |           |      | 38      | جديد |
|                             | حزب الشعب الديمقراطي        |           |      | 27      | جديد |
| المجموع                     | المجموع                     |           |      | 173     | +76  |
| الناخبين المسجلين / الاقبال | الناخبين المسجلين / الاقبال | 1,582,909 | 77.0 | −       | −    |
| المصدر: Nohlen et al.       |                             |           |      |         |      |

### مجلس الشيوخ
| الحزب                      | الحزب                       | الأصوات | % | النقاعد          | النقاعد | النقاعد | النقاعد |
| الحزب                      | الحزب                       | الأصوات | % | انتخاب غير مباشر | مرشح    | المجموع | +/-     |
| -------------------------- | --------------------------- | ------- | - | ---------------- | ------- | ------- | ------- |
|                            | حزب الأمة                   |         |   | 14               | 7       | 21      | +13     |
|                            | الحزب الوطني الاتحادي       |         |   | 5                | 5       | 10      | −21     |
|                            | حزب الشعب الديمقراطي        |         |   | 4                | 5       | 9       | New     |
|                            | الكتلة الاتحادية (الجنوبية) |         |   | 7                | 3       | 10      | +4      |
| المجموع                    | المجموع                     |         |   | 30               | 20      | 50      | 0       |
| المصدر: Sternberger et al. |                             |         |   |                  |         |         |         |